# Orient - Samurai Quest
Orient - Samurai Quest (オリエント, Oriento) est un manga de Shinobu Ohtaka. Il est prépublié du 30 mai 2018 au 6 janvier 2021 dans le magazine Weekly Shōnen Magazine puis dans le Bessatsu Shōnen Magazine depuis le 9 février 2021 jusqu'au 9 octobre 2024. Vingt-deux tomes sont publiés par Kōdansha en novembre 2024. La version française est éditée par Pika Edition à partir de juin 2020, et vingt tomes sont sortis au 7 décembre 2023.
Une adaptation en anime produite par le studio A.C.G.T est diffusée depuis le 6 janvier 2022 et s'est terminée le 27 septembre 2022.

## Synopsis
L'histoire prend place durant l'Époque Sengoku, où le Japon est dirigé par les oni. Le peuple ignore tout de leur véritable nature : ce sont des démons ! Musashi et son ami d'enfance Kojirô, deux bushi (valeureux guerriers luttant contre les oni) souhaiteront mettre un terme à leurs manigances et libérer le Japon de leurs griffes.

## Personnages
Musachi (武蔵, Musachi)
Voix japonaise : Yūma Uchida (en), voix française : Rémi Gutton,:
Musashi est un garçon  joyeux et attentionné. Il a fermement proposé d'être un Bushi avec son ami Kojiro Kanemaki, et a une grande détermination. Les parents de Musashi étaient fermiers et aimables avec la famille Kanemaki. Un jour, Musashi s'approcha de Kojiro pendant son entraînement et vint tous les jours depuis pour jouer et s'entraîner. Il promit à Kojiro qu'il deviendra un bushi une fois qu'ils auront grandi. Après la mort de ses parents cependant, il chercha refuge de maison en maison et décida finalement de rester chez ses proches; mais ils le rejetèrent et dirent qu'il doit insulter Jisai Kanemaki. Il maudit Jisai sans véritable intention, et se rendit plus tard à la résidence Kanemaki pour s'excuser. Jisai lui pardonna et dit qu'il lui est reconnaissant de se lier d'amitié avec Kojiro, et l'accueille, l'entraînant au maniement du sabre. Son sabre kitetsu s'appelle « Enma Odachi » (焔魔大太刀, Enma no Odachi), une épée longue à la lame d'un noir absolu, avec un motif de flamme rouge. Jisai lui a transmis la partie << lame >> du pouvoir de la légendaire déesse obsidienne, d'où le fait que Musashi possède une âme noire (bien que son âme soit rouge durant les périodes de sommeil de ses pouvoirs divins). Étant l'hôte de cette divinité, il peut utiliser les pouvoirs liés aux cinq couleurs d'âme des Bushis : le rouge (le toki de rubis), le jaune (le toki d'or), le bleu (le toki de saphir), le vert (le toki d'émeraude), et le blanc (le toki de diamant).
Kojiro Kanemaki (鐘巻小次郎, Kanemaki Kojirō)
Voix japonaise : Soma Saito, voix française : Alan Aubert,
Kojiro est gentil, attentionné et autonome. Il a tendance à être un peu compétitif avec son ami Musashi, se comparant même à lui. Son sabre kitetsu s'appelle « Rekku Yaezakura » (裂空八重桜, Rekku Yaezakura), un katana capable de générer plusieurs frappes en un seul coup. De son père, il a hérité du côté << fourreau >> du pouvoir de la déesse obsidienne; il peut donc voir cette dernière.
Tsugumi Hattori (服部つぐみ, Hattori Tsugumi)
Voix japonaise : Rie Takahashi, voix française : Marie Facundo,
Tsugumi est une fille douce et indulgente, mais aussi assez facile à manipuler. Elle est une puissante combattante à elle seule. On montre qu'elle a peur de laisser partir les personnes toxiques, et elle ne peut le faire qu'avec l'aide de ses nouveaux amis, Musashi et Kojiro. Son sabre kitetsu s'appelle « Hien Soryuken » (飛燕 双流剣, Hien Soryuken), une arme semblable à une paire de tonfa mais avec des lames.
Naotora Takeda (武田尚虎, Takeda Naotora)
Voix japonaise : Satoshi Hino (en), voix française : Benjamin Gasquet
Shirō Inukai (犬飼四郎, Inukai Shirō)
Voix japonaise : Hiro Shimono, voix française : Jérémy Prevost
Nanao Inusaka (犬坂七緒, Inusaka Nanao)
Voix japonaise : Azumi Waki (en), voix française : Estelle Dehon
Hideo Kosameda (小雨田英雄, Kosameda Hideo)
Voix japonaise : Wataru Hatano, voix française : Benoît DuPac
Aoshi Sanada (真田青志, Sanada Aoshi)
Voix japonaise : Haruki Ishiya (ja)
Shunrai Yamamoto (大西沙織, Yamamoto Shunrai)
Voix japonaise : Saori Ōnishi (ja)
Jisai Kanemaki/Seigen Toda (鐘巻自斎/富田 勢源, Kanemaki Jisai/Toda Seigen)
Voix japonaise : Katsuyuki Konishi
Jisai Kanemaki est le père de Kojiro. Du temps où il était connu de par sa véritable identité, Seigen Toda, il était le héros légendaire du Japon, ayant décimé d'innombrables Onis; même les Kishins qui l'ont affronté tombaient comme des mouches. Il fut le précédent détenteur du pouvoir de la déesse obsidienne. Avant sa mort, il en légua le côté << fourreau >> à son fils biologique, tandis que le côté << lame >> fut transmis à Musashi, qu'il a élevé comme son fils adoptif depuis la mort des parents de ce dernier.
La Déesse Obsidienne (黒曜の女神, Kokuyō no Megami)
Voix japonaise : Hōko Kuwashima
Michiru Saruwatari (猿渡みちる, Saruwatari Michiru)
Voix japonaise : Kiyono Yasuno (ja)
Tatsuomi Uesugi (上杉竜臣, Uesugi Tatsuomi)
Voix japonaise : Tomoaki Maeno (ja)
Kanetatsu Naoe (直江兼竜, Naoe Kanetatsu)
Voix japonaise : Natsuki Hanae
Masayuki Amakasu (甘粕政紀, Amakasu Masayuki)
Voix japonaise : Yoshiki Nakajima (ja)
Akihiro Shimazu (島津秋弘, Shimazu Akihiro)
Voix japonaise : Kōki Uchiyama
Katsumi Amako (尼子勝巳, Amako Katsumi)
Voix japonaise : Gakuto Kajiwara (ja)
Kuroko Usami (宇佐美黒子, Usami Kuroko)
Voix japonaise : Yōko Hikasa

## Manga
Orient est écrit et dessiné par Shinobu Ohtaka, connue pour ses travaux précédents Sumomomo Momomo (2004-2008) et Magi - The Labyrinth of Magic (2009-2017). La prépublication de la série a commencé le 30 mai 2018 dans le 26e numéro du Weekly Shōnen Magazine de l'éditeur Kōdansha. Il est transféré dans le Bessatsu Shōnen Magazine le 9 février 2021. La publication se termine le 9 octobre 2024. Le 8 novembre 2024, la publication des volumes se termine au Japon avec un total de 22 tomes.
La version française est publiée par Pika Édition depuis le 24 juin 2020 avec la sortie simultanée des deux premiers tomes.

### Liste des volumes
| no | Japonais         | Japonais          | Français          | Français          |
| no | Date de sortie   | ISBN              | Date de sortie    | ISBN              |
| --- | ---------------- | ----------------- | ----------------- | ----------------- |
| 1 | 17 août 2018     | 978-4-06-512725-4 | 24 juin 2020      | 978-2-8116-5057-5 |
| Liste des chapitres : - Chapitre 01 : 武蔵と小次郎 (Musashi to Kojirō) - Chapitre 02 : 荒ぶる神 (Araburu Kami) - Chapitre 03 : 武士団 (Bushidan) - Chapitre 04 : 碧天鶴翼 (Heki Ten Kaku Yoku) |                  |                   |                   |                   |
| 2 | 17 octobre 2018  | 978-4-06-513070-4 | 24 juin 2020      | 978-2-8116-5485-6 |
| Liste des chapitres : - Chapitre 05 : 勝ち鬨 (Kachidoki) - Chapitre 06 : 文句 (Monku) - Chapitre 07 : 天下統一 (Tenka Tōitsu) - Chapitre 08 : 外の世界 (Soto no Sekai) - Chapitre 09 : 罠 (Wana) - Chapitre 10 : 小雨田武士団 (Kosameda Bushidan) - Chapitre 11 : 側にいるよ (Soba ni Iru yo) - Chapitre 12 : ぐちゃぐちゃ (Guchagucha) - Chapitre 13 : 今がその時 (Ima ga Sono toki) |                  |                   |                   |                   |
| 3 | 17 décembre 2018 | 978-4-06-513487-0 | 2 septembre 2020  | 978-2-8116-5742-0 |
| Liste des chapitres : - Chapitre 14 : 共闘 (Kyōtō) - Chapitre 15 : 見えない檻 (Mienai Ori) - Chapitre 16 : 明日を選ぶ (Ashita o Erabu) - Chapitre 17 : もっと強く (Motto Tsuyoku) - Chapitre 18 : 三つ巴 (Mitsu Domoe) - Chapitre 19 : 刀 (Katana) - Chapitre 20 : 名もなき犬 (Namonaki Inu) - Chapitre 21 : 鐘巻武士団 (Kanemaki Bushidan) - Chapitre 22 : 刀の試し (Katana no Tameshi) |                  |                   |                   |                   |
| 4 | 15 mars 2019     | 978-4-06-514444-2 | 14 octobre 2020   | 978-2-8116-5820-5 |
| Liste des chapitres : - Chapitre 23 : 魂の色 (Tamashī no Iro) - Chapitre 24 : 水中で呼吸はできない (Suichū de Kokyū wa Dekinai) - Chapitre 25 : 裂空八重桜 (Rekkū Yaezakura) - Chapitre 26 : 武蔵の生い立ち (Musashi no Oitachi) - Chapitre 27 : やっと会えた (Yatto Aeta) - Chapitre 28 : 黒曜の女神 (Kokuyō no Megami) - Chapitre 29 : 女神との対話 (Megami to no Taiwa) - Chapitre 30 : 死人のように生きる (Shinin no Yō ni Ikiru) - Chapitre 31 : 刀狩り (Katanagari) - Chapitre 32 : 武士の生き方 (Bushi no Ikikata) |                  |                   |                   |                   |
| 5 | 17 juin 2019     | 978-4-06-515085-6 | 25 novembre 2020  | 978-2-8116-5927-1 |
| Liste des chapitres : - Chapitre 33 : たましい (Busaiku na Tamashī) - Chapitre 34 : 武士団とは (Bushidan to Wa) - Chapitre 35 : 犰尾七鉦刀 (Kyubi Shichiseto) - Chapitre 36 : ７対３ (7 tai 3) - Chapitre 37 : 真っ逆さま (Massakasama) - Chapitre 38 : 黒曜の力 (Kokuyō no Chikara) - Chapitre 39 : 女神の力 (Megami no Chikara) - Chapitre 40 : 流星群の一撃 (Ryūseigun no Ichigeki) - Chapitre 41 : 刀に宿るもの (Katana ni yadorumono) - Chapitre 42 : この道の先に (Kono Michi no sakini)                            |                  |                   |                   |                   |
| 6 | 16 août 2019     | 978-4-06-515696-4 | 10 février 2021   | 978-2-8116-6039-0 |
| Liste des chapitres : - Chapitre 43 : 黒の会合 (Kuro no Kaigō) - Chapitre 44 : もう一人いる (Mōhitori iru) - Chapitre 45 : 壁 (Kabe) - Chapitre 46 : はじまりの鬼神 (Hajimari no Kishin) - Chapitre 47 : 紫龍城 (Shiryū-jō) - Chapitre 48 : 上杉 武士団 (Uesugi Bushidan) - Chapitre 49 : 淡路に巣食う鬼 (Awaji ni sukuu Oni) - Chapitre 50 : 刺青男 (Irezumi Otoko) - Chapitre 51 : タコ部屋 (Takobeya) - Chapitre 52 : 三すくみ (Sansukumi)                                                                             |                  |                   |                   |                   |
| 7 | 15 novembre 2019 | 978-4-06-517160-8 | 7 avril 2021      | 978-2-8116-6070-3 |
| Liste des chapitres : - Chapitre 53 : 島津の剣技 (Shimazu no Kengi) - Chapitre 54 : 島津小隊 (Shimazu Shōtai) - Chapitre 55 : 犬田 八咫郎 (Inuda Yatarō) - Chapitre 56 : 船上の屈辱 (Senjō no Kutsujoku) - Chapitre 57 : 竜の字 (Ryū no Ji) - Chapitre 58 : 百鬼粉砕 (Hyakki Funsai) - Chapitre 59 : 引力 (Inryoku) - Chapitre 60 : 包容力の権化 (Hōyō-ryoku no Gonge) - Chapitre 61 : 煌めき (Kirameki) - Chapitre 62 : 黒の両翼 (Kuro no Ryōyoku)                                                                       |                  |                   |                   |                   |
| 8 | 17 février 2020  | 978-4-06-517888-1 | 2 juin 2021       | 978-2-8116-6072-7 |
| Liste des chapitres : - Chapitre 63 : 間者 (Kanja) - Chapitre 64 : 大義と恩賞 (Taigi to Onshō) - Chapitre 65 : 石の涙 (Ishi no Namida) - Chapitre 66 : 生殖の摂理 (Seishoku no Setsuri) - Chapitre 67 : 無｜む上の喜び (Mujō no Yorokobi) - Chapitre 68 : 軍神闘衣 (Gunshin Tōi) - Chapitre 69 : 感染 (Kansen) - Chapitre 70 : 神の召喚 (Kami no Shōkan) - Chapitre 71 : 父と娘 (Chichi to Musume) - Chapitre 72 : 鬼の子 (Oni no Ko)                                                                                     |                  |                   |                   |                   |
| 9 | 15 mai 2020      | 978-4-06-518686-2 | 25 août 2021      | 978-2-8116-6074-1 |
| Liste des chapitres : - Chapitre 73 : 石の記憶 (Ishi no Kioku) - Chapitre 74 : 引き際 (Hikigiwa) - Chapitre 75 : 刀神 (Tōshin) - Chapitre 76 : 希望の血液 (Kibō no Ketsueki) - Chapitre 77 : 退けない訳 (Hike nai Wake) - Chapitre 78 : 不協和音 (Fukyōwaon) - Chapitre 79 : 軍師対決 (Gunshi Taiketsu) - Chapitre 80 : 化かし合い (Bakashi ai) - Chapitre 81 : 天狼鉄刀 (Tenrō Tettō) - Chapitre 82 : 虎と犬 (Tora to Inu) - Chapitre 83 : 疑心暗鬼 (Gishinanki)                                                         |                  |                   |                   |                   |
| 10 | 17 août 2020     | 978-4-06-519307-5 | 6 octobre 2021    | 978-2-8116-6480-0 |
| Liste des chapitres : - Chapitre 84 : 託されたもの (Takusa reta mono) - Chapitre 85 : 赤刀一位 (Sekitō Ichi no Kurai) - Chapitre 86 : 金糸執刀 (Kinshi Shittō) - Chapitre 87 : 団を背負う (Dan o seou) - Chapitre 88 : 無明 (Mumyō) - Chapitre 89 : 金剛石の魂 (Kongōseki no Tamashī) - Chapitre 90 : 鬼神の如く (Kishin no gotoku) - Chapitre 91 : 青刀の極み (Seitō no Kiwami) - Chapitre 92 : 自分の力で (Jibun no Chikara de) - Chapitre 93 : 存在証明 (Sonzai Shōmei)                                                |                  |                   |                   |                   |
| 11 | 17 novembre 2020 | 978-4-06-520599-0 | 24 novembre 2021  | 978-2-8116-6482-4 |
| Liste des chapitres : - Chapitre 94 : 自分にできること (Jibun ni dekiru koto) - Chapitre 95 : 融合体 (Yūgō-tai) - Chapitre 96 : 赤刀の役目 (Sekitō no Yakume) - Chapitre 97 : 今度は俺が (Kondo wa Ore ga) - Chapitre 98 : 再起動 (Saikidō) - Chapitre 99 : 島津決裂れつ (Shimazu Ketsuretsu) - Chapitre 100 : 秋弘と陣駒 (Akihiro to Jin Koma) - Chapitre 101 : 赤刀の責務 (Sekitō no Sekimu) - Chapitre 102 : 赤の呪縛 (Aka no Jubaku) - Chapitre 103 : 天てん秤 (Tenbin)                                               |                  |                   |                   |                   |
| 12 | 17 mars 2021     | 978-4-06-521636-1 | 2 février 2022    | 978-2-8116-6776-4 |
| Liste des chapitres : - Chapitre 104 : 兄と弟 (Ani to otōto) - Chapitre 105 : ずっと前から (Zutto mae kara) - Chapitre 106 : 歓喜の渦 (Kanki no uzu) - Chapitre 107 : 最高傑作 (Saikō kessaku) - Chapitre 108 : 黒き女神の大剣 (Kuroki megami no taiken) - Chapitre 109 : 荒ぶる女神 (Susaburu megami) - Chapitre 110 : 防衛戦 (Bōeisen) - Chapitre 111 : 心の中の大きな穴 (Kokoro no naka no ōkina ana) - Chapitre 112 : 黄金の髪 (Ōgon no kami) - Chapitre 113 : みちると八咫郎 (Michiru to yatarō)                     |                  |                   |                   |                   |
| 13 | 6 août 2021      | 978-4-06-524468-5 | 4 mai 2022        | 978-2-81-166975-1 |
| Liste des chapitres : - Chapitre 114 : 軍功 (Gunkō) - Chapitre 115 : 誓い (Chikai) - Chapitre 116 : 強くならなきゃ (Tsuyoku naranakya) - Chapitre 117 : 五傑将会議 (Go ketsushō kaigi) |                  |                   |                   |                   |
| 14 | 7 janvier 2022   | 978-4-06-526587-1 | 7 septembre 2022  | 978-2-81-167127-3 |
| Liste des chapitres : - Chapitre 118 : 黒曜石の八人 (Kokuyōseki no hachi nin) - Chapitre 119 : 宣戦布告 (Sensen fukoku) - Chapitre 120 : 白獅子城(しろじしじょう) (Shiro shishijō) - Chapitre 121 : 黒刀の秘密 (Kokutō no himitsu) |                  |                   |                   |                   |
| 15 | 9 mars 2022      | 978-4-06-527267-1 | 7 décembre 2022   | 978-2-81-167374-1 |
| Liste des chapitres : - Chapitre 122 : 暗黒結晶 (Ankoku kesshō) - Chapitre 123 : 自斎と小次郎 (Ji sai to kojirō) - Chapitre 124 : 一騎当千の王 (Ikkitōsen no ō) - Chapitre 125 : 殺気 (Sakki) |                  |                   |                   |                   |
| 16 | 8 juillet 2022   | 978-4-06-528380-6 | 1er mars 2023     | 978-2-81-167769-5 |
| Liste des chapitres : - Chapitre 126 : 自斎と獅氏門 (Jisai to Shishikado) - Chapitre 127 : 鞘の一族 (Saya no ichizoku) |                  |                   |                   |                   |
| 17 | 9 novembre 2022  | 978-4-06-529399-7 | 7 juin 2023       | 978-2-81-168012-1 |
| 18 | 9 mars 2023      | 978-4-06-530912-4 | 6 septembre 2023  | 978-2-81-168286-6 |
| 19 | 7 juillet 2023   | 978-4-06-532167-6 | 17 janvier 2024   | 978-2-81-168482-2 |
| 20 | 7 décembre 2023  | 978-4-06-533505-5 | 18 septembre 2024 | 978-2-81-169056-4 |
| 21 | 9 mai 2024       | 978-4-06-535161-1 | 4 décembre 2024   | 978-2-81-169494-4 |
| 22 | 8 novembre 2024  | 978-4-06-537417-7 | 27 août 2025      | 979-1-04-330203-9 |

## Anime
Le 4 janvier 2021, l'adaptation en anime est annoncée,. La série est produite par le studio A.C.G.T et réalisée par Tetsuya Yanagisawa (en). Mariko Kunisawa s'occupe du scénario, Takahiro Kishida du design des personnages et Hideyuki Fukasawa (en) de la composition musicale. Elle est diffusée depuis le 6 janvier 2022 sur TV Tokyo et AT-X. La série est diffusée en simulcast sur Crunchyroll dans les pays francophones. Depuis le 23 février 2022, la plateforme propose également une version doublée en français de la série réalisée par la société de doublage Timeline Factory, sous la direction artistique de Jessie Lambotte,,.
Da-ice (en) interprète le générique de début intitulé Break Out, tandis que Wataru Hatano interprète le générique de fin intitulé Naniiro.
A la fin du douzième épisode, un second cours de l'anime est diffusé du 12 juillet 2022, au 27 septembre 2022. Sōta Hanamura du groupe Da-ice et  Lil' Fang du groupe Faky (en) interprètent le générique de début intitulé Break it down, tandis que Gakuto Kajiwara (en) interprète le générique de fin intitulé Irochigai no Itotaba.

### Liste des épisodes
| No | Titre français                     | Titre japonais         | Titre japonais                | Date de 1re diffusion |
| No | Titre français                     | Kanji                  | Rōmaji                        | Date de 1re diffusion |
| -- | ---------------------------------- | ---------------------- | ----------------------------- | --------------------- |
| 1  | Musashi et Kojirô                  | 武蔵と小次郎           | Musashi to Kojirō             | 6 janvier 2022        |
| 2  | La fierté des Bushi                | 武士の誇り             | Bushi no Hokori               | 13 janvier 2022       |
| 3  | Le monde extérieur                 | 外の世界               | Soto no Sekai                 | 20 janvier 2022       |
| 4  | Le clan Kosameda                   | 小雨田武士団           | Kosameda Bushidan             | 27 janvier 2022       |
| 5  | Choisir son avenir                 | 明日を選ぶ             | Ashita o Erabu                | 3 février 2022        |
| 6  | Encore plus fort                   | もっと強く             | Motto Tsuyoku                 | 10 février 2022       |
| 7  | On ne peut pas respirer sous l'eau | 水の中では生きられない | Mizu no Naka de wa Ikirarenai | 17 février 2022       |
| 8  | La déesse obsidienne               | 黒曜の女神             | Kokuyō no Megami              | 24 février 2022       |
| 9  | Vivre comme un Bushi               | 武士の生き方           | Bushi no Ikikata              | 3 mars 2022           |
| 10 | La puissance de la déesse          | 女神の力               | Megami no Chikara             | 10 mars 2022          |
| 11 | Ceux qui vivent dans les sabres    | 刀に宿るもの           | Katana ni Yadoru Mono         | 23 mars 2022          |
| 12 | Au bout de ce chemin               | この道の先に           | Kono Michi no Saki ni         | 24 mars 2022          |
| 13 | Le clan Uesugi                     | 上杉 武士団            | Uesugi Bushidan               | 12 juillet 2022       |
| 14 | Humilation à bord                  | 船上の屈辱             | Senjō no Kutsujoku            | 19 juillet 2022       |
| 15 | L'espionne                         | 間者                   | Kanja                         | 26 juillet 2022       |
| 16 | Armures divines                    | 軍神闘衣               | Gunshin Toui                  | 2 août 2022           |
| 17 | La mémoire de la pierre            | 石の記憶               | Ishi no Kioku                 | 9 août 2022           |
| 18 | Duel de stratèges                  | 軍師対決               | Gunshi Taiketsu               | 16 août 2022          |
| 19 | La mission qu’on nous a confiée    | 託されたもの           | Takusareta mono               | 23 août 2022          |
| 20 | Prouver son existence              | 存在証明               | Sonzai shōmei                 | 30 août 2022          |
| 21 | La rupture des Shimazu             | 島津決裂               | Shimatsu ketsuretsu           | 6 septembre 2022      |
| 22 | L’aîné et son jeune frère          | 兄と弟                 | Ani to otōto                  | 13 septembre 2022     |
| 23 | Le grand glaive de la déesse noire | 黒き女神の大剣         | Kuroki megami no daiken       | 20 septembre 2022     |
| 24 | Serment                            | 誓い                   | Chikai                        | 27 septembre 2022     |

### Annotations
1. ↑  Les titres français de l'adaptation en anime proviennent de Crunchyroll.
2. ↑  La diffusion de l'épisode 11 est reportée en raison d'un tremblement de terre survenu dans la nuit du 17 mars 2022[24].